# Skif (misil antitanque)
Skif (en ucraniano: Стугна-П) es un sistema ucraniano de misiles guiados antitanque (ATGM) desarrollado por la empresa estatal ucraniana de armamentos Luch.
El sistema Skif está diseñado para destruir objetivos blindados modernos con armadura combinada, transportada o monolítica, incluida la armadura reactiva explosiva (ERA) y también puede atacar objetivos estacionarios y en movimiento. También puede atacar objetivos puntuales como emplazamientos de armas, objetos con armadura ligera y helicópteros flotantes en cualquier momento del día o de la noche. Además del modo manual, Skif tiene un modo automático de disparo y olvido de objetivos que no requiere el seguimiento manual del objetivo.

## Descripción
La versión básica de Skif consta de un trípode con lanzador, diferentes tipos de misiles en contenedor, panel de control remoto PDU-215, dispositivo de guía y cámara termográfica.
El panel de control PDU-215 es un maletín similar a una computadora portátil con un panel de control, que incluye un pequeño joystick y una pantalla plana para ayudar a guiar el misil. Los operadores de Skif tienen la ventaja de dos modos de disparo para atacar objetivos; se trata de una guía manual cuando se utiliza en la ocultación y una opción automática de disparar y olvidar para las emboscadas que proporciona un control automático del vuelo del misil en el rayo láser sin la participación del artillero. PDU-215 permite el control de la unidad hasta 50 metros de distancia (con un canal de cable).
Un equipo típico de tres o cuatro hombres es la disposición ideal para desplegar el Skif con mochilas especialmente hechas. Una vez que se dispara el misil, el operador controla el Skif y corrige el objetivo, si es necesario, usando el joystick del control remoto. Skif tiene una vida útil de 15 años para el sistema y de 10 años para los misiles.
El sistema se completa con misiles de calibre 130 mm y 152 mm en contenedores de transporte y lanzamiento. La ojiva HEAT RK-2S de carga tándem podría contrarrestar el peso medio de tanques de batallas principales como el T-90A con una penetración de 800 mm detrás de ERA y la ojiva RK-2M-K podría contrarrestar los tanques de batalla principales pesados, como el M1 Abrams con una penetración de 1100 mm detrás de ERA. El sistema también tiene ojivas HE-fragmentation RK-2OF y RK-2М-OF para atacar posiciones de infantería y vehículos blindados ligeros. El sistema tiene la capacidad de usar los cuatro tipos de misiles sin ninguna modificación del sistema. El sistema tiene una cámara termográfica para usar en la operación nocturna.

## Variantes
El sistema tiene cuatro tipos de misiles en dos calibres diferentes.

### 130 mm
Misiles de 130 mm con ojivas RK-2S y RK-2OF:
- Calibre de misil: 130 mm
- Campo de tiro (día): 100 m - 5 km
- Campo de tiro (noche): 100 m - 3 km
- Peso del sistema completo: 97 kg[5]
- Misil con peso de contenedor: 30 kg
- Penetración de ojivas:
  - Carga en HEAT-tándem RK-2S: no menos de 800 mm detrás de ERA
  - RK-2OF HE-FRAG: no menos de 60 mm con ≥600 fragmentos
- Longitud del contenedor :1360 mm

### 155 mm
Misiles de 155 mm con ojivas RK-2M-K y RK-2М-OF:
- Calibre de misil: 152 mm
- Campo de tiro (día): 100 m - 5.5 km
- Campo de tiro (noche): 100 m - 3 km
- Peso del sistema completo: 104 kg[5]
- Misil con peso de contenedor: 37 kg
- Penetración de ojivas: 
  - RK-2M-K HEAT-Tándem: No menos de 1100 mm detrás de ERA
  - RK-2М-OF HE-FRAG: No menos de 120 mm con ≥1000 fragmentos
- Longitud del contenedor :1435 mm

### SERDAR
SERDAR es una estación de armas estabilizada por control remoto (RWS). El sistema fue desarrollado conjuntamente por Luch Design Bureau y Spets Techno Export, parte de la empresa Ukroboronprom de Ucrania, y la empresa turca Aselsan. El sistema lleva dos (en algunas versiones cuatro) misiles de 130 mm o 155 mm con ojivas HEAT de carga en tándem RK-2S o RK-2M-K. El sistema también está equipado con ametralladoras de calibre 12,7 mm y 7,62 mm. Se estableció una empresa conjunta para la producción de misiles Skif en Turquía y la producción comenzó en 2020.

### Shershen
Shershen es un misil antitanque bielorruso basado en Skif. También cuenta con diferentes tipos de misiles de 130 mm y 152 mm.

## Usuarios
- Argelia[8]
- Arabia Saudita[9]
- Ucrania[1]